# 메멘토 모리

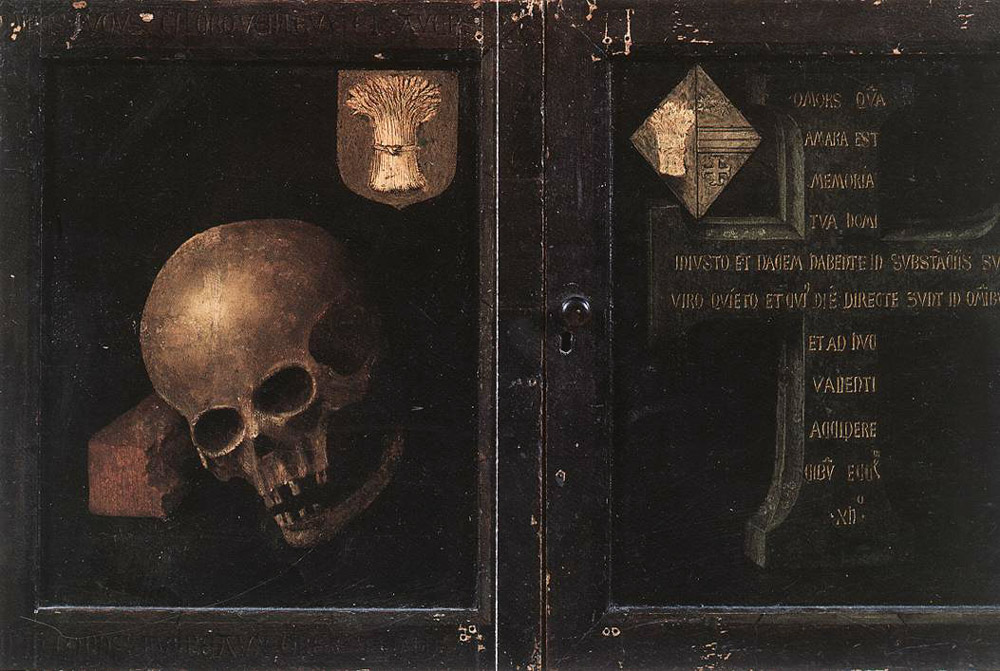

메멘토 모리(Memento mori)는 "자신의 죽음을 기억하라" 또는 "너는 반드시 죽는다는 것을 기억하라", "네가 죽을 것을 기억하라"를 뜻하는 라틴어 낱말이다.
고대 로마에서는 원정에서 승리를 거두고 개선하는 장군이 시가 행진을 할 때 노예를 시켜 행렬 뒤에서 큰소리로 외치게 했다고 한다.
"메멘토 모리!" [Memento Mori!]
라틴어로 '죽음을 기억하라'라는 뜻인데, '전쟁에서 승리했다고 너무 우쭐대지 말라. 오늘은 개선 장군이지만, 너도 언젠가는 죽는다. 그러니 겸손하게 행동하라.' 이런 의미에서 생겨난 풍습이라고 한다.
한편 이러한 맥락에서 17세기 네덜란드 정물화 화풍인 바니타스화풍도 영향받았다고 여겨진다.

## 나바호 인디언의 메멘토 모리
나바호족에게서도 이와같은 "메멘토 모리"의 이야기를 들을 수 있다. "네가 세상에 태어날 때 너는 울었지만 세상은 기뻐했으니, 네가 죽을 때 세상은 울어도 너는 기뻐할 수 있도록 그런 삶을 살아라."

## 같이 보기
- 바니타스 정물화
- 메멘토 (영화)